# Colletes watmoughi
Colletes watmoughi är en biart som beskrevs av Kuhlmann 2007. Colletes watmoughi ingår i släktet sidenbin, och familjen korttungebin. Inga underarter finns listade i Catalogue of Life.